# 732 (numero)
Settecentotrentadue (732) è il numero naturale dopo il 731 e prima del 733.

## Proprietà matematiche
- È un numero pari.
- È un numero composto da 12 divisori: 1 2, 3, 4, 6, 12, 61, 122, 183, 244, 366, 732. Poiché la somma dei suoi divisori (escluso il numero stesso) è 1004 > 732, è un numero abbondante.
- È un numero semiperfetto in quanto pari alla somma di alcuni (o tutti) i suoi divisori.
- È un numero di Ulam.
- È un numero intoccabile.
- È un numero congruente.
- È un numero palindromo nel sistema di numerazione posizionale a base 11 (606) e a base 13 (444). In quest'ultima base è altresì un numero a cifra ripetuta.
- È parte delle terne pitagoriche  (132, 720, 732), (305, 732, 793), (549, 732, 915), (732, 976, 1220), (732, 2135, 2257), (732, 3685, 3757), (732, 7424, 7460), (732, 11151, 11175), (732, 14875, 14893), (732, 22320, 22332), (732, 33485, 33493), (732, 44649, 44655), (732, 66976, 66980), (732, 133955, 133957).
- È un numero malvagio.

## Astronomia
- 732 Tjilaki è un asteroide della fascia principale del sistema solare.
- NGC 732 è una galassia lenticolare della costellazione di Andromeda.

## Astronautica
- Cosmos 732 è un satellite artificiale russo.